# KL-7

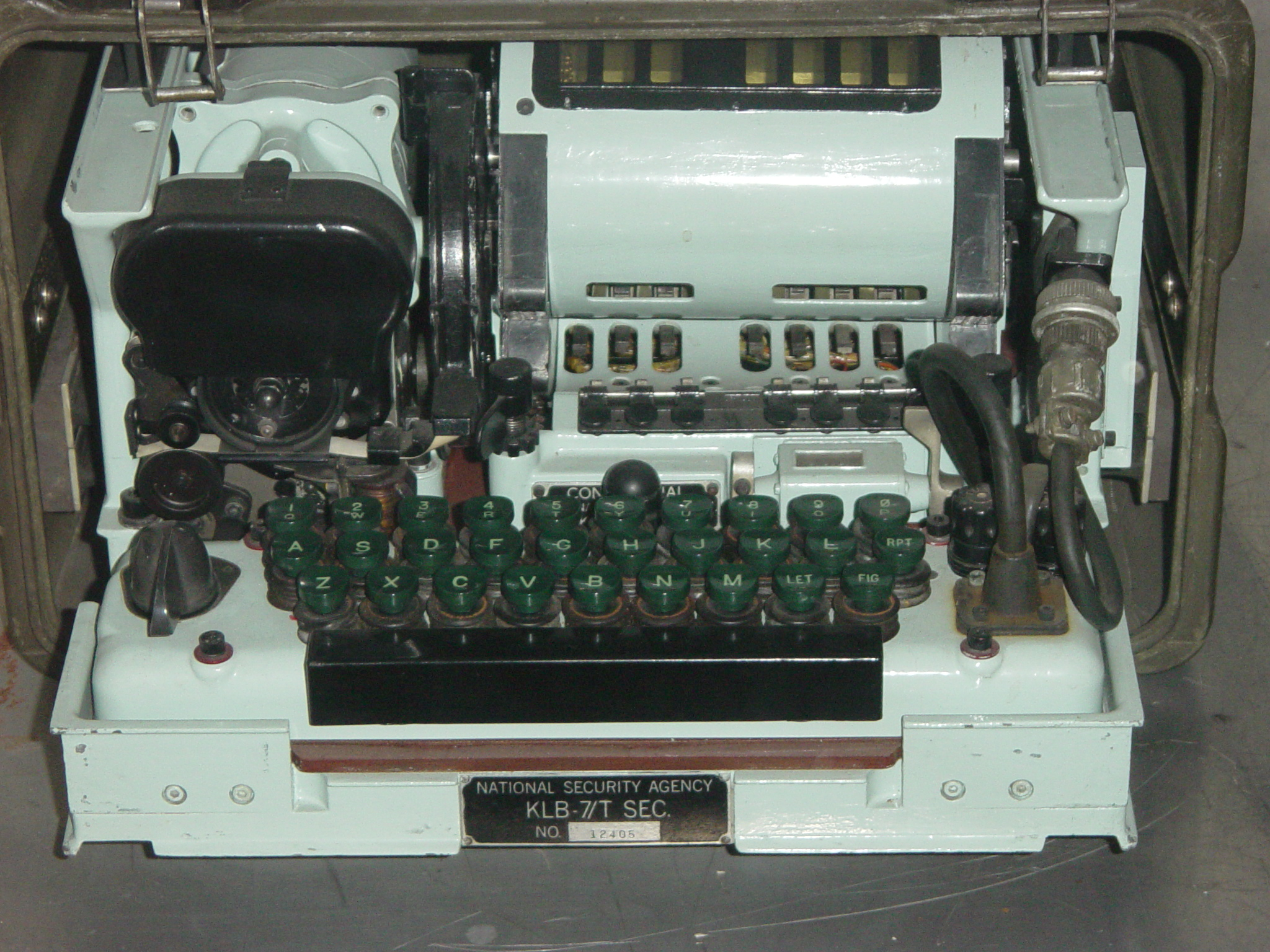
Eine KL-7 an Bord des Museumsschiffs Belfast

Die KL-7 (Decknamen: „Adonis“ und „Pollux“) ist eine Rotor-Schlüsselmaschine, die in den späten 1940er-Jahren von den nationalen Sicherheitsbehörden der Vereinigten Staaten (ASA und AFSA, aus der 1952 die NSA hervorging) entwickelt wurde. Sie ist die Nachfolgerin der im Zweiten Weltkrieg von den US-Streitkräften zum geheimen Nachrichtenaustausch eingesetzten SIGABA.
Es gibt zwei verschiedene Modelle der KL-7. Das Modell „Pollux“ nutzt acht Rotoren und war für die Verschlüsselung weniger sensitiver Nachrichten gedacht. Das Modell „Adonis“ hingegen arbeitet mit zwölf Rotoren und diente zur Verschlüsselung hochsensitiver Informationen. Die KL-7 wurde 1952 in Dienst gestellt und war viele Jahre lang bis Mitte der 1960er-Jahre eine der wichtigsten Chiffriermaschinen der NATO. Erst 1983 wurde sie endgültig außer Dienst gestellt.

## Funktion
Ähnlich wie auch andere im Zweiten Weltkrieg oder kurz danach benutze Rotor-Chiffriermaschinen, wie beispielsweise die deutsche Enigma, die britische TypeX oder die Schweizer Nema, wurde der zu verschlüsselnde Klartext oder der zu entschlüsselnde Geheimtext von Hand über eine Tastatur in die Maschine eingegeben. Die KL-7 bot außerdem die Möglichkeit, den Text mithilfe eines Lochstreifens einzulesen. Der durch die Maschine ver- beziehungsweise entschlüsselte Text wurde auf einen schmalen Papierstreifen ausgedruckt, der anschließend mit Leim beispielsweise auf Telegrammformulare geklebt wurde.

## Aufbau

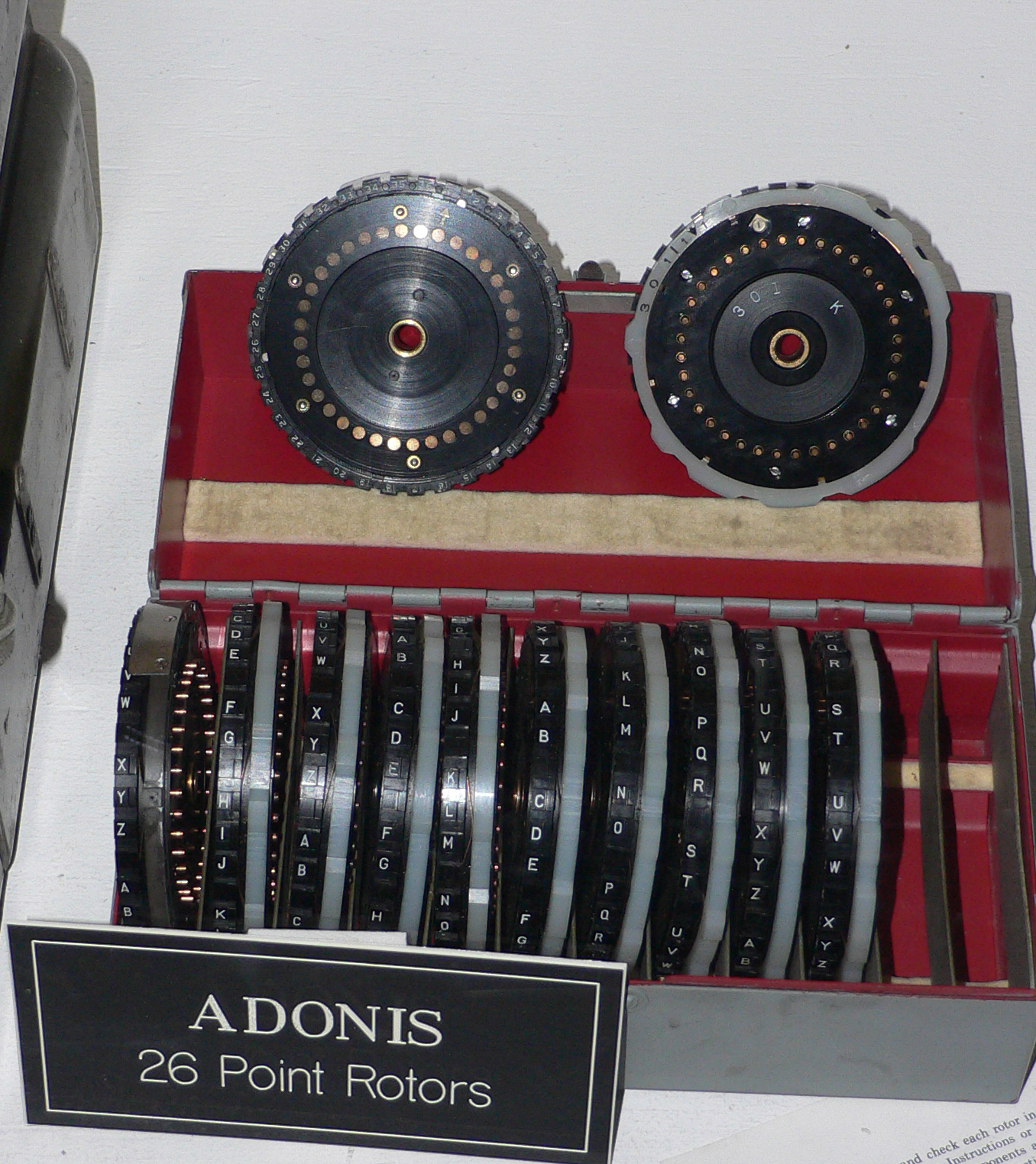
Der Walzensatz der KL-7 enthält zwölf unterschiedliche Rotoren, die mit den Buchstaben „A“ bis „L“ gekennzeichnet waren. Beim Rotor rechts oben im Bild ist neben der Nabe der Buchstabe „K“ zu sehen. Anders als auf dem Hinweisschild unten geschrieben, verfügten sie tatsächlich über 36 (und nicht nur 26) Kontakte.

Die Maschine verfügt über einen Walzensatz von acht Rotoren („Pollux“) beziehungsweise zwölf Rotoren („Adonis“), die auf beiden Seiten jeweils 36 elektrische Kontakte aufweisen, die durch isolierte Drähte im Inneren der Rotoren paarweise und unregelmäßig miteinander verbunden sind. Im Unterschied zu den genannten älteren Maschinen mit nur 26 Kontakten, kann die KL-7 nicht nur die 26 Großbuchstaben des lateinischen Alphabets, sondern darüber hinaus auch die zehn Ziffernzeichen verschlüsseln. Ebenfalls anders als die Enigma verwendet die KL-7 keine Umkehrwalze und vermeidet so eine der wesentlichen kryptographischen Schwächen der deutschen Maschine. Stattdessen verfügt die KL-7 über einen Umschalter, mit dem der Anwender die Betriebsart wählt. Der Schalter hat vier Stellungen:
- O für Off (Aus)
- P für Plaintext (Klartext)
- E für Encoding (Verschlüsseln)
- D für Decoding (Entschlüsseln)

Der geheime Schlüssel zum Ver- oder Entschlüsseln von Nachrichten wird durch die Anordnungsreihenfolge der Rotoren in der Maschine sowie deren Anfangsstellung gebildet.